# Kanton Duinkerke-Oost
Duinkerke-Oost (Frans: Dunkerque-Est) is een voormalig kanton van het Franse Noorderdepartement. Het kanton maakte deel uit van het arrondissement Duinkerke. In 2015 is dit kanton opgegaan in de nieuw gevormde kantons Duinkerke-2 en Nieuw-Koudekerke.

## Gemeenten
Het kanton Duinkerke-Oost omvatte de volgende gemeenten:
- Bray-Dunes
- Duinkerke (deels, hoofdplaats)
- Leffrinkhoeke
- Tetegem
- Uksem
- Zuidkote